# Aedes schizopinax
Aedes schizopinax é um espécie de mosquito do Género Aedes, pertencente à família Culicidae.